# BenBits

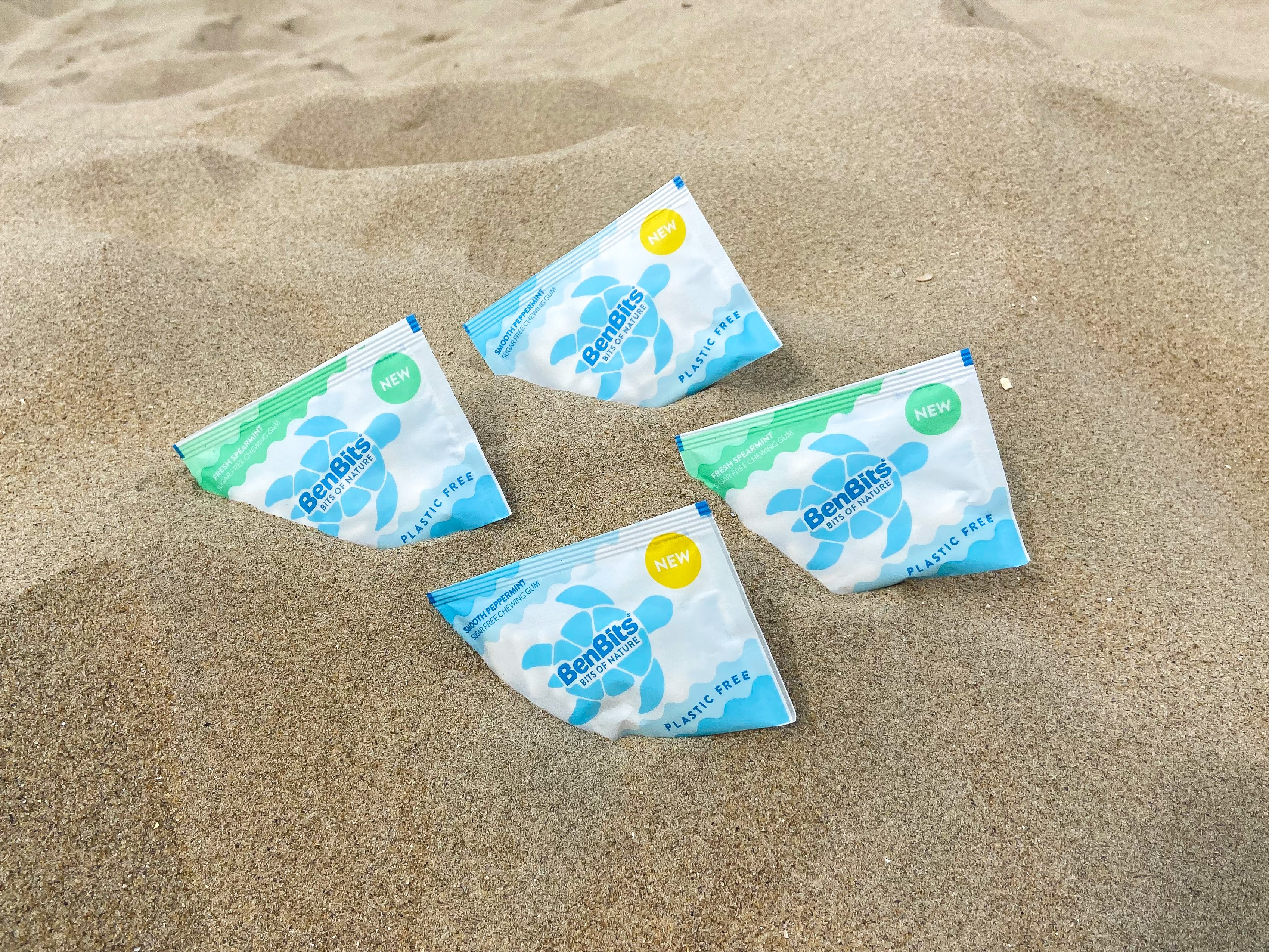
Huidige verpakking BenBits in het zand

BenBits is een kauwgommerk uit de jaren zeventig en jaren tachtig van de twintigste eeuw dat sinds 2021 weer verkocht wordt in Nederland. Het merk was destijds de eerste Nederlandse kauwgom zonder suiker, en claimt sinds 2021 de eerste Nederlandse kauwgom te zijn zonder plastic.

## Geschiedenis
Het werd in 1970 in Nederland geïntroduceerd als Ben-Bits en werd destijds gemaakt door het Deense Alfred Benzon, die het in 1965 onder de naam Sorbits op de Deense markt bracht. Als suikervervanger werd sorbitol toegepast - vandaar de Deense naam Sorbits - en de kauwgom kwam in de smaken pepermunt, menthol, sinaasappel, salmiak en later icemint. Iets later kwamen daar nog de vruchtenvarianten onder de naam Juicy Ben-Bits bij. In de jaren 80 was BenBits marktleider in suikervrije kauwgom met de slogan 'Zonder suiker, spaart de tanden'. Vooral de salmiak smaak was populair. Alfred Benzon zou ook nog een suikervrije drop (Ben-Ti) en suikervrije keelpastilles (Bentasil) introduceren. In 1988 splitst het moederbedrijf zich op, de snoepwaren werden ondergebracht bij Benzon Brands en deze werd in 1990 overgenomen door het Zweedse Procordia en ondergebracht bij diens andere dochter Ahlgrens (bekend van de Läkerol). In 1989 wordt BenBits Clinic geïntroduceerd, wat men positioneert als een extra tandverzorgingsmiddel, waarbij men overstapt op Xylitol in plaats van Sorbitol. In 1991 werd BenBits Extra Fresh op de markt gebracht. Het kauwgommerk kwam in 1993 handen van Finse suikerwarenproducent  Huhtamäki die het onderbrengt bij hun dochter Leaf. Drie jaar later wordt ook het Amsterdamse Maple Leaf overgenomen, bekend van Sportlife. Toen Leaf in 1999 werd overgenomen door het Nederlandse merk CSM, besloot deze door te gaan met Sportlife en BenBits per september 2000 uit het schap te laten halen. Nadat CSM zijn snoepwaren divisie in 2004 weer verkoopt en verder ging onder de naam Leaf International, kwam het merk in 2007 in handen van ex-managers van Leaf Int. die verder gingen onder de naam Copar.
Na jaren van afwezigheid kwam de kauwgom op het pad van de Haarlemse investeerder Nederlands Merkgoed. Zij deden in 2016 een poging om BenBits opnieuw te lanceren, maar volgens de investeerder was het nog te vroeg. Onder leiding van Milan Dontje kwam in 2021 de tweede poging om het merk op de markt te krijgen, en deze keer lukte dat wel. Ondertussen is de  kauwgom in winkels in heel Nederland te koop en streeft het merk naar eigen zeggen naar een 'plasticvrije kauwgom wereld'. In 2021 stapte concurrent Perfetti van Melle naar de Reclame Code Commissie omdat het vond dat BenBits zijn claim van "natuurlijk" en "plasticvrij" niet kon waar maken. De commissie gaf hen daarin gelijk. BenBits zei de uitspraak naast zich neer te leggen. Omdat de Reclame Code Commissie geen sancties kan opleggen besloot Perfetti van Melle naar de Amsterdamse rechtbank te stappen. Op dat moment produceerde BenBits een nieuwe variant van haar plasticvrije kauwgom, welke door gecertificeerd laboratorium Beta is onderzocht op de aanwezigheid van synthetische delen. Doordat het gom uit de vernieuwde kauwgom op een andere manier gewassen wordt, worden reststoffen uit de gomboom beter uit de gombasis verwijderd, verklaarde Beta. Uiteindelijk besloot de rechter op 15 juli 2022 dat BenBits de claims ’natuurlijk’, ’plasticvrij’, ’plantaardig’ en ’natuurlijk afbreekbaar’ mag dragen. Eigenlijk zou volgens de rechter een derde onderzoek naar de kauwgom nodig zijn, maar stelde dat een kort geding daarvoor geen ruimte biedt.

## Natuurlijk gom

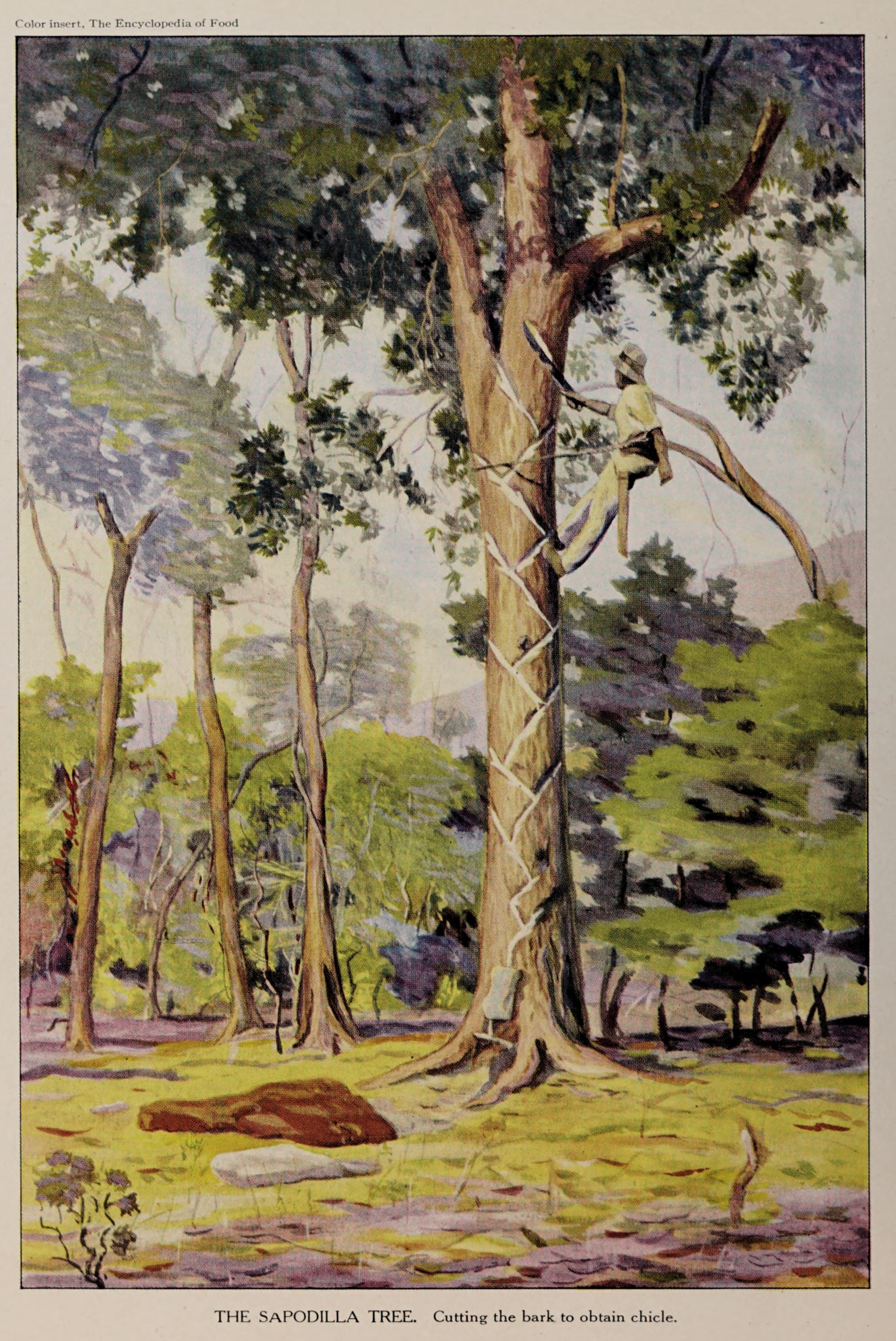
Chicozapoteboom met een Chiclero aan het werk

De nieuwe BenBits bevat geen synthetische gom, maar natuurlijke gom (chicle). Deze is afkomstig uit Mexicaanse Chicozapote of Sapodilla bomen, ookwel gombomen genoemd. Het gom uit deze bomen wordt door een zogenoemde Chiclero uit de boom gehaald door met een mes sneden in de bast te maken. Daarna krijgt de boom acht jaar de tijd om weer te helen.
Veel andere kauwgommerken maken gebruik van synthetische gom in hun kauwgom. In dit gom zit SBR-rubber, een vorm van rubber die ook terug te vinden is in bijvoorbeeld banden, houtlijm, condooms en waxinelichtjes. Ook polyvinylacetaat, een synthetische hars, is terug te vinden in synthetische kauwgom.
Op de verpakking van kauwgom wordt geen onderscheid gemaakt tussen synthetische gom of natuurlijke gom, er staat alleen 'gom'.